# Vođinci
Vođinci su općina u Hrvatskoj, u Vukovarsko-srijemskoj županiji.

## Zemljopis
Vođinci se nalaze 15 kilometara zračne linije zapadno od grada Vinkovaca.

## Stanovništvo
| broj stanovnika | 870   | 795   | 821   | 1069  | 1067  | 1058  | 1001  | 1117  | 1351  | 1541  | 1913  | 2131  | 2074  | 2099  | 2113  | 1966  | 1634  |
|                 | 1857. | 1869. | 1880. | 1890. | 1900. | 1910. | 1921. | 1931. | 1948. | 1953. | 1961. | 1971. | 1981. | 1991. | 2001. | 2011. | 2021. |

| broj stanovnika | 870   | 795   | 821   | 1069  | 1067  | 1058  | 1001  | 1117  | 1351  | 1541  | 1913  | 2131  | 2074  | 2099  | 2113  | 1966  | 1634  |
|                 | 1857. | 1869. | 1880. | 1890. | 1900. | 1910. | 1921. | 1931. | 1948. | 1953. | 1961. | 1971. | 1981. | 1991. | 2001. | 2011. | 2021. |

## Uprava
Vođinci su prije Domovinskog rata bili administrativno i teritorijalno uključeni u tadašnju općinu Vinkovci. Nakon što je Hrvatski sabor 1992. g. donio odluku o formiranju novih teritorijalnih jedinica (županija), Vođinci su uključeni u sastav Vukovarsko-srijemske županije, općina Stari Mikanovci. Godine 1996. Vođinci postaju samostalna općina.
Općinski načelnik je Martin Kordić.

## Povijest
Vođinci se prvi puta spominju u ispravi kralja Žigmunda Luksemburškog (1387. – 1437.) od 3. siječnja 1395. godine, kojom on daruje brojne bivše posjede nevjerne braće Horvat-Bancsa velikaškoj obitelji Gorjanski.

## Poznate osobe
- Marko Samardžija, hrvatski akademik, jezikoslovac i sveučilišni nastavnik

## Obrazovanje
- Osnovna škola Vođinci

## Kultura
Godine 1968. na inicijativu župnika vl. Vlatka Poljička osniva se folklorna skupina Mladost. Od prve godine postanka Mladost sudjeluje na svečanostima Vinkovačkih jeseni. Od 1991. do 1995. godine zbog velikosrpske agresije na Hrvatsku društvo nije djelovalo.
Godine 1995. pokrenut je rad društva i nastupa se na smotri folklora Vinkovačke jeseni u Vinkovcima. Osniva se tamburaška sekcija, dječja skupina folkloraša, seniorska skupina folkloraša i pjevačka skupina. Uz pomoć Udruge hrvatske žene Vođinci pristupilo se izradi narodnih nošnji i nabavi obuće za sve članove društva. 1997. godine pristupilo se organiziranju manifestacije dječjih narodnih igara pod nazivom Igre na Bedenku. Igre se održavaju zadnju nedjelju u mjesecu lipnju i prerasle su u tradicionalno mjesto okupljanja dječjih skupina.

## Šport
- NK Mladost Vođinci

## Vanjske poveznice
- Službene stranice općine